# تپه گل محمد
تپه گل محمد مربوط به دوران پیش از تاریخ ایران باستان است و در شهرستان ساوه، روستای چاه بهار واقع شده و این اثر در تاریخ ۱۰ آذر ۱۳۵۴ با شمارهٔ ثبت ۱۲۰۶ به‌عنوان یکی از آثار ملی ایران به ثبت رسیده است.